# برويز كريمي
برويز كريمي (بالفارسية: پرویز کریمی)؛ (مواليد 21 مارس 1986) هو حارس مرمى كرة قدم إيراني يلعب مع نادي غسترش فولاد في دوري المحترفين الإيراني.

## روابط خارجية
- برويز كريمي على موقع قاعدة بيانات كرة القدم.إي يو (الإنجليزية)